# Griffith Barracks
Griffith Barracks es un conjunto de antiguos edificios que sirvieron como base militar en la ciudad de Dublín, República de Irlanda. 

## Historia
El lugar que actualmente se conoce como Griffith Barracks era llamado en el pasado Grimswood Nurseries. La construcción del primer edificio empezó en el año 1813, diseñado por el arquitecto Francis Johnston, quien construyó una pequeña prisión para aliviar la sobrepoblación de la Newgate Prison. En 1835 se convirtió por decreto presidencial en una prisión para hombres y era conocida como "The Richmond Pen" o "Richmond Gaol".
Entre sus famosos prisioneros estuvieron el Libertador Daniel O'Connell y su hijo John. Otros prisioneros fueron William Smith O'Brien, Thomas Francis Meagher, James Stephens y Tom Steele, todos líderes del Nacionalismo Irlandés. 
En 1887 el conjunto fue transferido al Departamento de Guerra. Luego fueron construidos otros edificios y se le conoció como Wellington Barracks, en honor al Duque de Wellington. Durante la Primera Guerra Mundial fue utilizada por el gobierno irlandés como base de entrenamiento de soldados que irían a la guerra en nombre de la República.

## Actualidad
El conjunto conocido como Griffith Barracks es hoy sede del Griffith College, la universidad privada más grande de la República de Irlanda. Fue adquirido al Estado en el año 1991 por el diplomático Diarmuid Hegarty, miembro fundador de dicha universidad.

## Edificios
- Daniel O'Connell Building
- Arthur Griffith Building
- Meagher Building
- James Stephens Building
- Richmond Building
- Wellington Building
- Cavalry Buildings
- Establos
- The Guardhouse